# Baumgartenberg
Baumgartenberg est une commune autrichienne du district de Perg en Haute-Autriche.

## Monument
- Abbaye de Baumgartenberg